# Eudema
Eudema – rodzaj roślin należący do rodziny kapustowatych. Obejmuje cztery gatunki występujące w Ameryce Południowej wzdłuż Andów od Ekwadoru po północną Argentynę.

## Morfologia
PokrójByliny, zwykle poduszkowe, nagie lub owłosione (włoski proste lub rozgałęzione).
LiścieWszystkie odziomkowe, z trwałymi nasadami zachowującymi się na szyi korzeniowej.
KwiatyWyrastają pojedynczo na szypułkach z kątów liści. Działki kielicha prosto wzniesione. Płatki korony 4, białe do kremowych, jajowate do wąskopodługowatych, z niezbyt wyraźnym paznokciem. Pręcików 6 czterosilnych lub czasem 4. Pylniki jajowate do podługowatych. U nasady nitek pręcików obecne miodniki. Zalążnia górna zwieńczona okazałą lub zredukowaną szyjką słupka z całobrzegim znamieniem.
OwoceŁuszczynki jajowate do gruszkowatych i podługowatych, zawierające 2–60 nasion.

## Systematyka
Pozycja systematyczna
Rodzaj należy do rodziny kapustowatych (Brassicaceae), a w jej obrębie do plemienia Eudemeae.
Wykaz gatunków
- Eudema incurva Al-Shehbaz
- Eudema nubigena Bonpl.
- Eudema peruvianum Al-Shehbaz & A.Cano
- Eudema rupestris Bonpl.